# Steaguri pline de glorie
Steaguri pline de glorie este un film de război american din 2006, regizat și co-produs de Clint Eastwood, cu Ryan Phillippe, Jesse Bradford și Adam Beach în rolurile principale. Filmul înfățișează bătălia de la Iwo Jima din perspectiva soldaților americani și este o lucrare însoțitoare a filmului lui Eastwood Scrisori din Iwo Jima, care descrie aceeași bătălie din punctul de vedere japonez; cele două filme au fost filmate în același timp.

## Distribuție
- Ryan Phillippe - Pharmacist's Mate Second Class John Bradley, the only one of the six flag raisers who was not a Marine
  - George Grizzard - Elderly John Bradley
- Jesse Bradford - Private First Class Rene Gagnon
- Adam Beach - Private First Class Ira Hayes
- John Benjamin Hickey - Technical Sergeant Keyes Beech
- John Slattery - Bud Gerber
- Paul Walker - Sergeant Hank Hansen, who helped with the first flag raising and was misidentified - Harlon Block
- Jamie Bell - Private Ralph Ignatowski
- Barry Pepper - Sergeant Michael Strank
- Robert Patrick - Lieutenant Colonel Chandler Johnson
- Neal McDonough - Captain Dave Severance
  - Harve Presnell - Elderly Dave Severance
- Melanie Lynskey - Pauline Harnois Gagnon
- Tom McCarthy - James Bradley
- Chris Bauer - General Alexander Vandegrift, the Commandant of the Marine Corps
- Gordon Clapp - General Holland Smith, who led the invasion of Iwo Jima
- Ned Eisenberg - Joe Rosenthal, the journalist who took the famous photograph
- Judith Ivey - Belle Block
- Ann Dowd - Mrs. Strank
- Myra Turley - Madeline Evelley
- Jason Gray-Stanford - Lieutenant Harold G. Schrier
- Joseph Michael Cross - Private First Class Franklin Sousley
- Benjamin Walker - Corporal Harlon Block, who was misidentified - Hank Hansen
- Alessandro Mastrobuono - Corporal Chuck Lindberg
- Scott Eastwood - Private Roberto Lundsford
- David Patrick Kelly - President Harry S. Truman
- Jeremiah Kirnberger - Gunners Mate 1st Class
- Stark Sands - Private Walter Gust